# برائولیو لونا
برائولیو لونا (انگلیسی: Braulio Luna؛ زادهٔ ۸ سپتامبر ۱۹۷۴) یک بازیکن فوتبال اهل مکزیک است. 
از باشگاه‌هایی که در آن بازی کرده‌است می‌توان به پاچوکا اشاره کرد.
وی همچنین در تیم ملی فوتبال مکزیک بازی کرده و در دو جام جهانی ۱۹۹۸ و ۲۰۰۲ به میدان رفته است.